# 师觉月

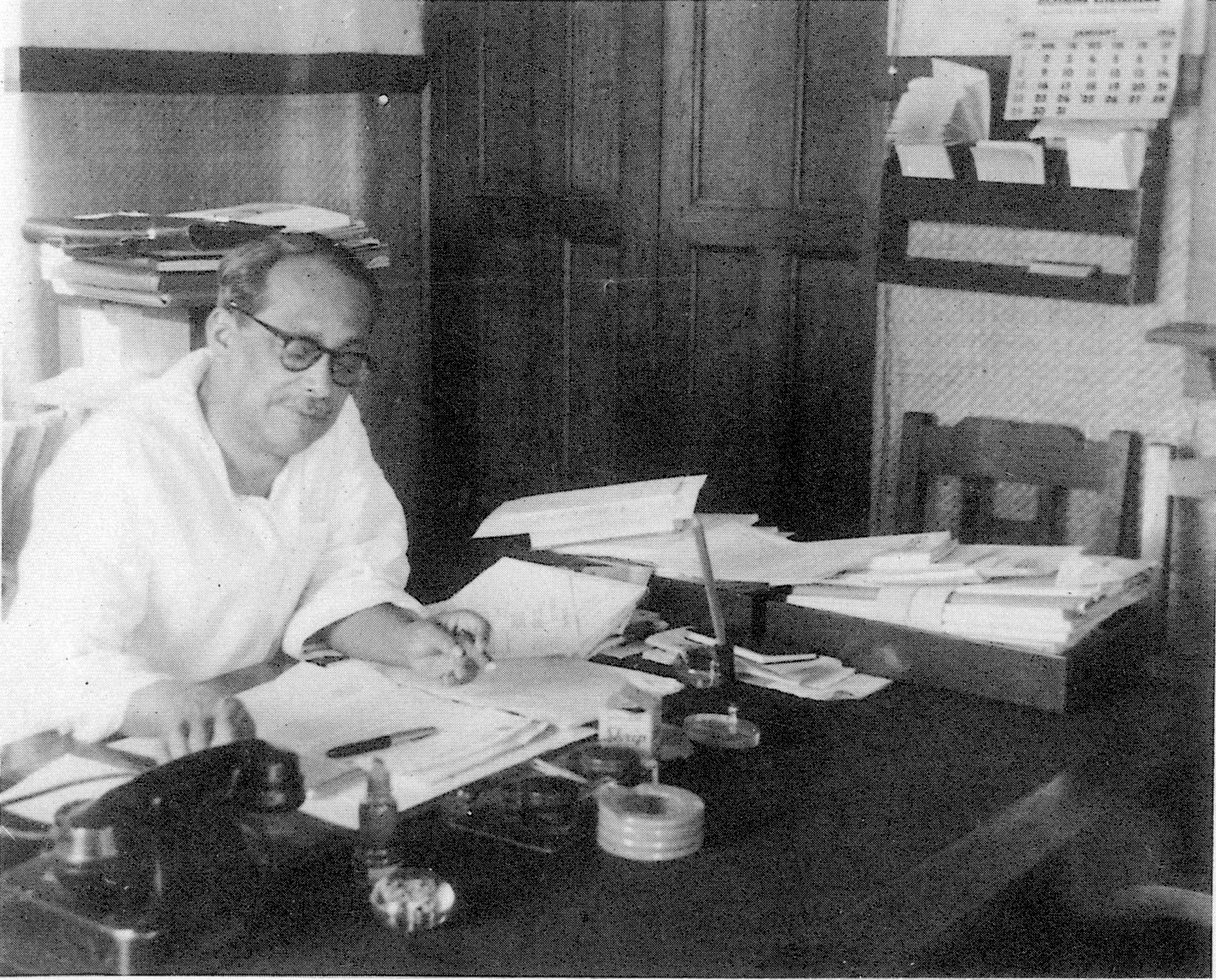
师觉月

师觉月（Prabodh Chandra Bagchi，1898年11月8日—1956年1月19日）印度著名汉学家、佛教研究专家。

## 生平
1898年11月18日生于杰索尔，1920年他在加尔各答大学获得古印度历史与文硕士学位。1921年在古印度历史与文化系被擢升为讲师，并被送往新成立的印度国际大学（Vishva-Bharati）跟著名的法国教授列维（Lévi）学习中文、研究佛教。
此后到法国巴黎大学作以梵文研究佛教博士论文，他跟伯希和（Paul Pelliot）研究中亚地区印度文化古迹，跟马伯乐（Maspero）研究中国佛教文学，跟布洛克（Jules Bloch）研究巴利文古典文献，跟安东尼·梅耶（Antoine Meillet）研究阿维斯陀偈颂，这是研究吠陀宗教所需的基础知识。
师觉月用法语撰写的第一部不可磨灭的研究专著就是著名的《中国佛教圣典---译者与译品》（Le Canon Bouddhique en Chine，1927）。这个两卷作品包含了印度、中国及西域诸国学者将巴利及梵文佛经译为汉语的传记历史。他用法语出版的其他主要作品就是两个重要的古代“梵汉词汇”，一个由唐朝义净大师编订于七世纪，一个在中亚编订于八世纪。
1944年，他完成了另一具有历史意义的专著《中印千年交往史》，详细记录了中印两国学者的交流历史。这两部著作后来在中国出版，分别由著名印度学家季羡林和著名学者金克木译成中文。师觉月的著作是在中印两国的历史上都是独一无二的。

## 作品
- 师觉月. . ISBN 9788121511971 （英语）.

## 脚注
1. ↑  . 中国人民对外友好协会.   [2010年5月2日] （中文（简体））.[永久]

## 外部連結
- 冉雲華：〈胡適與印度友人師覺月 （页面存档备份，存于）〉。